# Iana Șemiakina
Iana Șemiakina (în ucraineană Яна Шемякіна) (n. 5 ianuarie 1986, Liov, RSS Ucraineană, URSS) este o scrimeră ucraineană specializată pe spadă. 
A cucerit titlul european în 2005 la Zalaegerszeg, câștigând finala cu unguroaica Hajnalka Tóth. A participat la Jocurile Olimpice de vară din 2008 de la Beijing, dar a pierdut în primul tur cu Jesika Jiménez din Panama. La ediția din 2012 la Londra a ajuns în finala după ce a trecut de româncele Ana Maria Brânză și Simona Gherman, respectiv în optimile și în sferturile de finală. A învins-o la o tușă pe germanca Britta Heidemann, câștigând medalia de aur.

## Legături externe
Materiale media legate de Iana Șemiakina la Wikimedia Commons
- Prezentare Arhivat în 3 aprilie 2015, la Wayback Machine. la Confederația Europeană de Scrimă
- en Iana Șemiakina la Olympedia.org